# محاولات الانتحار في معتقل خليج غوانتانامو
توقفت وزارة الدفاع الأمريكية عن الإبلاغ عن محاولات الانتحار في غوانتانامو في عام 2002. وفي منتصف عام 2002، غيرت وزارة الدفاع الطريقة التي صنفت بها محاولات الانتحار، وعدّتها ضمن أعمال أخرى من «السلوك المضر بالنفس».
في 24 يناير 2005، كشف الجيش الأمريكي أنه في عام 2003، كان هناك 350 حادثة «إيذاء للنفس». 120 من حوادث إيذاء النفس تلك كانت محاولات من قبل المعتقلين لشنق أنفسهم. شارك 23 معتقلاً في محاولة انتحار جماعي في الفترة من 18 إلى 26 أغسطس/ آب 2003. ووقع عدد من الحوادث بعد تغيير القيادة في المعسكر عام 2003 ما أدى إلى زيادة حدة أساليب الاستجواب التي يستخدمها ضباط المخابرات العسكرية ووكالة المخابرات المركزية.
في 10 يونيو/ حزيران 2006، أعلنت وزارة الدفاع أن ثلاثة سجناء احتجزتهم الولايات المتحدة في معسكرات الاعتقال في خليج غوانتانامو قد انتحروا.  كانت حالات الانتحار في 10 يونيو/ حزيران 2006 أولى حالات وفاة بين السجناء في معتقل خليج غوانتانامو. أقرت وزارة الدفاع بحدوث ما مجموعه 41 محاولة انتحار من بين 29 معتقلاً حتى ذلك التاريخ. منذ يونيو/ حزيران 2006، أعلنت وزارة الدفاع عن ثلاث حالات انتحار من قبل معتقلين في غوانتانامو.  في عام 2008، أصدرت NCIS  تقريرًا منقحًا شديدًا عن تحقيقها في حالات الانتحار الثلاثة في غوانتانامو في عام 2006.
في تقارير نُشرت في عامي 2009 و 2010، انتقد مركز السياسة والبحوث التابع لكلية الحقوق بجامعة سيتون هول وتحقيق مشترك أجرته مجلة هاربر وإن بي سي نيوز، على التوالي، بشدة رواية الحكومة عن حالات الانتحار في عام 2006.  أكد مقال هاربر عام 2010، استنادًا إلى روايات أربعة حراس سابقين في غوانتانامو، أن وزارة الدفاع بدأت بالتستر على الوفيات الناتجة عن التعذيب في أثناء الاستجواب. أنكرت وزارة الدفاع هذه المزاعم.

## التاريخ: أوضاع المعتقلين
في عام 2002، أبقت حكومة الولايات المتحدة الأوضاع في غوانتانامو سرية للغاية، ولم تنشر معلومات عن المعتقلين ولا سيما أسماءهم.  في ذلك العام، توقفت وزارة الدفاع الأمريكية عن الإبلاغ عن محاولات الانتحار في المعسكرات.
في منتصف عام 2002، غيرت وزارة الدفاع الطريقة التي صنفت بها محاولات الانتحار، مشيرة إلى هذه الأفعال على أنها «سلوك مضر بالنفس»، وهو أحد عدة مصطلحات صاغتها إدارة بوش لوصف أحداث المخيم.  جادل خبراء طبيون من خارج المخيم بأن الأطباء لم يكن لديهم فهم كافٍ للمحتجزين للوصول إلى مثل هذه الاستنتاجات حول نواياهم أو دوافعهم.
في ربيع عام 2003، أطلق سراح 32 أفغانيًا وثلاثة باكستانيين من معسكر الاعتقال. أفادت وسائل الإعلام الإخبارية من مقابلات معهم بأن بعض المعتقلين السابقين وصفوا اليأس والمحاولات العديدة للسجناء للانتحار، ويعزى ذلك في جزء كبير منه إلى إيمان الأفراد ببراءتهم، وقسوة ظروف المعسكر، وخاصة الحبس لأجل غير مسمى وعدم اليقين الذي لا نهاية له.

اقتباسات من معتقلين سابقين:
قال شاه محمد، البالغ من العمر 20 عامًا، وهو باكستاني أُسر في شمال أفغانستان في نوفمبر/ تشرين الثاني 2001، سلم إلى جنود أمريكيين ونُقل جواً إلى غوانتانامو في يناير/ كانون الثاني 2002: «كنت أحاول الانتحار. حاولت أربع مرات، لأنني شعرت بالاشمئزاز من حياتي».  وقال أيضًا: «كنا بحاجة إلى مزيد من البطانيات، لكنهم لم يستمعوا». أنكرت الحكومة الأمريكية مزاعم إساءة معاملة السجناء في ذلك الوقت، ولكن في 9 مايو 2004، نشرت صحيفة واشنطن بوست وثائق سرية أظهرت أن البنتاغون قد وافق على أساليب الاستجواب في غوانتانامو بما في ذلك الحرمان من النوم، والتعرض لأضواء ساطعة وساخنة وباردة دون الإغاثة والموسيقا الصاخبة.
في 24 يناير 2005، كشف الجيش الأمريكي أنه في عام 2003، كان هناك 350 حادثة «إيذاء للنفس» بين المعتقلين في غوانتانامو.  120 من تلك الحوادث كانت محاولات من قبل المعتقلين لشنق أنفسهم.  من 18 إلى 26 أغسطس 2003، شارك 23 معتقلاً في محاولة انتحار جماعي.  وأشار المراسلون إلى أن العديد من محاولات الانتحار حدثت بعد تغيير القيادة في المعسكر ما أدى إلى زيادة حدة أساليب الاستجواب المستخدمة ضد المعتقلين.

## حالات الانتحار مُبلّغ عنها في 10 يونيو 2006
في 10 يونيو/ حزيران 2006، أعلنت وزارة الدفاع عن وفاة ثلاثة معتقلين في غوانتانامو، قائلة إنهم «قتلوا أنفسهم فيما بدا أنه اتفاق انتحاري». وكان السجناء السعوديين ماني العتيبي وياسر الزهراني والمواطن اليمني علي  عبد الله أحمد.
صرح قائد السجن الأدميرال هاري هاريس الابن (2006-2007): «لم يكن هذا عملاً من أعمال اليأس، ولكنه عمل من أعمال الحرب غير المتكافئة التي ارتكبت ضدنا». وكما قال هاريس إن معتقلي غوانتانامو: «خطيرون، ومتورطون بقتل أميركيين». وزعم أن هناك أسطورة بين المعتقلين مفادها أنه في حالة وفاة ثلاثة معتقلين في المعسكرات، سيتم الضغط على وزارة الدفاع لإرسال بقية المعتقلين إلى منازلهم.
أعرب الرئيس جورج بوش عن «قلقه الشديد».  ووصف كولين غرافي، نائب مساعد وزير الخارجية للدبلوماسية العامة، حالات الانتحار بأنها «خطوة علاقات عامة جيدة»، و«تكتيك لدعم القضية الجهادية».

في 12 يونيو/ حزيران 2006، قال كولي ستيمسون، نائب مساعد وزير الدفاع لشؤون المحتجزين:
لن أصفها بأنها حركة علاقات عامة جيدة.  ما أود قوله هو أننا نشعر بالقلق دائمًا عندما ينتحر شخص ما، لأننا كأمريكيين نقدر الحياة، وحتى حياة الإرهابيين العنيفين الذين أُسروا وهم يشنون حربًا ضد بلدنا.
ووصف الإسكتلندي ذلك بأنه محاولة من قبل إدارة بوش (... للتراجع عن التعليقات السابقة حول العلاقات العامة و«الحرب غير المتكافئة»).
قال شون مكورماك، المتحدث باسم وزارة الخارجية الأمريكية، «لن أقول إنها كانت حيلة علاقات عامة».  وقال إن المحتجزين لم يكونوا على علم على ما يبدو بأن أحدهم كان من المقرر نقله إلى المملكة العربية السعودية، بموجب شروط تتطلب احتجازه، بينما كان من المقرر إطلاق سراح آخر إلى السعودية.
قال جوشوا دينبو، المحامي الذي يمثل المحتجزين من خلال مركز الحقوق الدستورية، إن سلطات السجن حجبت هذه المعلومات لأن المسؤولين الأمريكيين لم يقرروا الدولة التي سينقل المحتجز إليها. دينبو هو أحد المؤلفين الرئيسين لملف A Profile  من 517 محتجزًا من خلال تحليل بيانات وزارة الدفاع (2006)، نشره مركز السياسات والتحليل بكلية الحقوق بجامعة سيتون هول.  حققت بيانات وزارة الدفاع في هوية السجناء والأسباب المزعومة لاحتجازهم.
رد العقيد مايكل بومغارنر (أبريل 2005 - يونيو 2006)، قائد قوة حراسة المعسكر، على حالات الانتحار بإخبار ضباطه بعد ذلك بقليل: «لقد انتهى مستوى الثقة. لقد أظهروا مرارًا وتكرارًا أننا لا نستطيع الوثوق بهم أبعد مما يمكننا رميهم. لا يوجد جدير بالثقة... في المجموعة بأكملها».